# Mikael Simonsen
Mikael Simonsen (20. november 1882 i Løgstør − 29. marts 1950 i Århus) var en dansk roer, der deltog i Sommer-OL 1912, hvor han sammen med de øvrige medlemmer af den danske besætning vandt bronze i firer med styrmand, outrigger.